# Elena Sansinena de Elizalde
Elena Sansinena de Elizalde, también conocida como Bebe Sansinena (Buenos Aires, 14 de junio de 1882 - Buenos Aires, 28 de diciembre de 1970) fue una figura de importancia en la vida cultural argentina de la primera mitad del siglo xx. Se la vincula especialmente con la promoción de las vanguardias artísticas y al rol institucional como presidenta de la Asociación Amigos del Arte.

## Biografía
Elena Sansinena de Elizalde nació el 14 de junio de 1882 en Buenos Aires. Su padre era Francisco Sansinena Jacquemand y su madre Agustina Luro Pradere. Ambos eran miembros de familias tradicionales de la oligarquía terrateniente de la provincia de Buenos Aires.
En 1903 se casó con Luis Francisco Silverio de Elizalde Leal, con quien tuvo seis hijos: Luis Francisco, Eduardo Luis, Lía Elena, Horacio Luis, Carlos Luis y Fernando. La pareja vivió un tiempo en Francia y regresaron al país en 1908.
En 1919 dirigió la película Blanco y negro (1919), dirigida por la rama femenina de la Liga Patriótica Argentina. Esta película estaba basada en la obra El ladrón, del francés Henri Bernstein. A partir de esto, es considerada como una de las primeras directoras de cine de Argentina. En esta película fue actriz -y probablemente codirectora- Victoria Ocampo. Es por ello que está considerada entre las primeras directoras de cine de Argentina.
En junio de 1924 forma parte de la asamblea constitutiva de la Asociación Amigos del Arte. Luego, en el año 1926 pasa a ser presidenta de esta institución y a la que le dio un gran impulso hasta que dejó la dirección en 1944, luego de dirigirla durante veinte años. Dos años más tarde, la Asociación cerraría por problemas financieros.
Bajo su liderazgo, la organización promovió la difusión de artistas locales y facilitó la introducción de tendencias vanguardistas en Buenos Aires. Muchos de los intelectuales vinculados con esta asociación, como Ricardo Güiraldes, José Ortega y Gassett, Manuel Mujica Lainez, Adolfo Bioy Casares, Victoria y Silvina Ocampo también visitaron la estancia Dos Talas, ubicada cerca de Dolores, y que era de su familia desde que fuera fundada por su abuelo Pedro Luro en 1852.
También en el marco de sus actividades en la asociación promovió en 1931 la visita a la Argentina del arquitecto francés Le Corbusier, quien brindó varias conferencias auspiciadas por la Asociación en la Facultad de Ciencias Exactas de la Universidad de Buenos Aires y la Asociación Amigos de la Ciudad; lo que abrió las puertas para que fuera mejor recibido el Movimiento Moderno en el país. Durante su gestión en la Asociación Amigos del Arte logró promover las vanguardias y la renovación estética en artes plásticas, literatura, música y cine, favoreciendo el diálogo entre Europa y América Latina.
En 1931 también formó parte de la primera Comisión Directiva de la Asociación Amigos del Museo Nacional de Bellas Artes.
Al concluir la actividad de Amigos del Arte, se retira a su estancia Dos Talas en Dolores.
Falleció el 28 de diciembre de 1970 en Buenos Aires, a los 88 años.

## Distinciones y homenajes
- En 1934 fue condecorada como Caballero de la Legión de Honor y luego con la Cruz de Oro al Mérito de Austria.[3]
- Fue designada como miembro de honor de la Sociedad Argentina de Artistas Plásticos en 1942, como homenaje a su labor por la cultura y las artes.[3]
- En 1997 la institución Asociación para la Defensa del Patrimonio Histórico Argentino rindió homenaje a su figura por su rol como eje decisivo de la institución.[10]